# Iván Erőd
Ivan Erőd (født 2. januar 1936 i Budapest, Ungarn - død 24. juni 2019 i Wien, Østrig) var en ungarsk/østrigsk komponist, pianist, professor og lærer.
Erőd studerede klaver og komposition på Franz Liszt Akademiet i Budapest hos Pal Kadosa , Zoltan Kodaly og Ferenc Szabo.
Han emigrerede til Østrig (1956), for så at optage sine kompositions studier på Musikkonservatoriet i Wien hos bla Karl Schiske og Hanns Jelink. Erőd har skrevet 2 symfonier, orkesterværker, kammermusik, operaer, vokalmusik, instrumentalværker etc. Han var professor og lærer i komposition på Musikkonservatoriet i Graz og var gæsteprofessor på Musikkonservatoriet i Budapest. Han var inspireret af Bela Bartok og Zoltan Kodaly.

## Udvalgte værker
- Symfoni nr. 1 "Fra den gamle Verden" (1995) - for orkester
- Symfoni nr. 2 (2001) - for orkester
- Sinfonietta "Minnesota" (1986) - for orkester
- Violinkoncert (1973) - for violin og orkester